# Aki Hakala
Aki-Markus Hakala, född 28 oktober 1979 i Esbo, är en finländsk musiker; nuvarande trummis i rockgruppen The Rasmus. Han ersatte originaltrummisen Janne Heiskanen, som lämnade bandet i slutet av 1998.

## Karriär
Hakala inledde sin karriär tidigt 1999 som inhoppare på trummor i banden Killer och Kwan (han medverkar i videon till Kwans låt "Padam") innan han därefter rekryterades av The Rasmus gitarrist Pauli Rantasalmi, som var manager samt nära vän till medlemmarna i de nämnda banden.
Rantasalmi övertygades efter att de båda hade jamat tillsammans under några tillfällen. Hakala använder trummor av fabrikatet Pearl Drums. Utöver musikkarriären har han även haft rollen som häxan Niko i den finska dramaserien Siamesiska döttrar från 2001.

### Influenser och övrigt
Hakala har räknat rockgrupperna Red Hot Chili Peppers, Muse och Foo Fighters till sina personliga musikfavoriter.
Hakala brukade sälja t-shirts vid The Rasmus konserter innan han blev medlem.

## Utrustning

### Trumset
Hakala har alltid föredragit trumset av fabrikatet Pearl Drums, vilka är världsledande inom trumset. Från och med sommaren 2007 använder han sig av Pearl Masterworks Carbonply, uppdelat enligt följande:
- Pearl MW 24"x18" Bastrumma
- Pearl MW 22"x18" Bastrumma
- Pearl MW 18"x16" Floor tom
- Pearl MW 16"x16" Floor tom
- Pearl MW 13"x10" Hängpuka
- Pearl MW 12"x10" Hängpuka
- Pearl MW 14"x8" Virveltrumma

## Diskografi

### Album medThe Rasmus
- 2001 - Into
- 2003 - Dead Letters
- 2005 - Hide from the Sun
- 2008 - Black Roses